# Championnat du Chili de football 1960
Navigation
Saison précédente Saison suivante
La saison 1960 du Championnat du Chili de football est la vingt-huitième édition du championnat de première division au Chili. Les quatorze meilleures équipes du pays sont regroupées au sein d'une poule unique, où elles s'affrontent deux fois, à domicile et à l'extérieur; à l'issue de la compétition, le dernier au classement sur les trois dernières saisons est relégué et remplacé par le champion de Segunda Division, la deuxième division chilienne.
C'est le club de Colo Colo qui remporte la compétition, après avoir terminé en tête du classement final, avec trois points d'avance sur les Santiago Wanderers et quatre sur le tenant du titre, le CF Universidad de Chile. C'est le huitième titre de champion du Chili de l'histoire du club.

## Les clubs participants
| - Deportes Magallanes - Colo Colo - Ferrobádminton - CF Universidad de Chile - Unión Española - Santiago Wanderers - CSD Rangers | - Club Deportivo O'Higgins - CD Santiago Morning - Promu de Segunda Division - Audax Italiano - CD Universidad Católica - Club Deportivo San Luis - CD Everton de Viña del Mar - Club Deportivo Palestino |

## Compétition
Le barème utilisé pour établir le classement est le suivant :
- Victoire : 2 points
- Match nul : 1 point
- Défaite : 0 point

### Classement
| Rang | Équipe                     | Pts | J  | G  | N  | P  | Bp | Bc | Diff |
| ---- | -------------------------- | --- | -- | -- | -- | -- | -- | -- | ---- |
| 1    | Colo Colo                  | 35  | 26 | 14 | 7  | 5  | 52 | 31 | +21  |
| 2    | Santiago Wanderers         | 32  | 26 | 12 | 8  | 6  | 43 | 28 | +15  |
| 3    | CF Universidad de Chile T  | 31  | 26 | 14 | 3  | 9  | 46 | 40 | +6   |
| 4    | CD Everton de Viña del Mar | 30  | 26 | 13 | 4  | 9  | 48 | 39 | +9   |
| 5    | Club Deportivo Palestino   | 29  | 26 | 11 | 7  | 8  | 50 | 42 | +8   |
| 6    | Unión Española             | 27  | 26 | 11 | 5  | 10 | 40 | 48 | -8   |
| 7    | CD Santiago Morning P      | 25  | 26 | 9  | 7  | 10 | 36 | 37 | -1   |
| 8    | Club Deportivo O'Higgins   | 25  | 26 | 8  | 9  | 9  | 40 | 44 | -4   |
| 9    | Deportes Magallanes        | 24  | 26 | 11 | 2  | 13 | 42 | 38 | +4   |
| 10   | Audax Italiano             | 24  | 26 | 7  | 10 | 9  | 27 | 32 | -5   |
| 11   | CSD Rangers                | 24  | 26 | 10 | 4  | 12 | 32 | 46 | -14  |
| 12   | Club Deportivo San Luis    | 22  | 26 | 9  | 4  | 13 | 40 | 45 | -5   |
| 13   | Ferrobádminton             | 18  | 26 | 8  | 2  | 16 | 40 | 49 | -9   |
| 14   | CD Universidad Católica    | 18  | 26 | 5  | 8  | 13 | 41 | 58 | -17  |

|  | Qualification pour la Copa Libertadores 1961      |
|  | T : Tenant du titre P : Promu de Segunda Division |

### Classement cumulé
La moyenne de points obtenus sur les trois dernières saisons (1958, 1959 et la présente saison) détermine l'équipe reléguée en fin de saison. Les huit équipes inscrites lors du premier championnat de 1933 ne sont plus protégées et c'est donc le premier champion du Chili, le Deportes Magallanes, qui est relégué en Segunda Division.
| Pos | Equipe                     | 1958 | 1959 | 1960 | Moyenne |
| --- | -------------------------- | ---- | ---- | ---- | ------- |
| 1   | Colo Colo                  | 33   | 38   | 35   | 35,33   |
| 2   | Santiago Wanderers         | 34   | 34   | 32   | 33,33   |
| 2   | CF Universidad de Chile    | 31   | 38   | 31   | 33,33   |
| 4   | Club Deportivo O'Higgins   | 23   | 34   | 25   | 27,33   |
| 5   | Club Deportivo Palestino   | 31   | 19   | 29   | 26,33   |
| 6   | CD Everton de Viña del Mar | 24   | 22   | 30   | 25,33   |
| 7   | Unión Española             | 22   | 26   | 27   | 25,00   |
| 7   | CD Santiago Morning        | D2   | D2   | 25   | 25,00   |
| 9   | Ferrobádminton             | 24   | 27   | 18   | 23,00   |
| 10  | CD Universidad Católica    | 27   | 23   | 18   | 22,67   |
| 11  | Audax Italiano             | 22   | 20   | 24   | 22,00   |
| 11  | CSD Rangers                | 21   | 21   | 24   | 22,00   |
| 11  | Club Deportivo San Luis    | D2   | 22   | 22   | 22,00   |
| 14  | Deportes Magallanes        | 18   | 23   | 24   | 21,67   |

## Bilan de la saison
| Championnat du Chili de football 1960 |                      |
| Champion                              | Colo Colo (8e titre) |
| Qualifications continentales          |                      |
| Copa Libertadores 1961                | Colo Colo            |
| Promotions et relégations             |                      |
| Promus en Primera División            | CD Green Cross       |
| Relégués en Segunda División          | Deportes Magallanes  |